# Le Bateau sur l'herbe
Le Bateau sur l'herbe ('De boot op het gras', 'De droomschip op het gras') is een Franse dramafilm uit 1971 onder regie van Gérard Brach. Hij schreef het verhaal hiervoor samen met Roman Polański en Suzanne Schiffman. De film werd genomineerd voor de Gouden Palm op het Filmfestival van Cannes 1971.

## Verhaal
De arme visser David en zijn rijke vriend Oliver werken samen aan een boot op het grasveld bij Olivers huis. In een appartement in Parijs treft David Eléonore, een jong meisje dat hij sinds kort kent. Hij wil zijn vriend een plezier doen en brengt het meisje met hem mee. Dit verstoort de vriendschap tussen de mannen. Het meisje heeft een oogje op David en speelt de vrienden uiteen door in te werken op Davids latente gevoelens van jaloezie op Olivers rijkdom en de schijn te wekken dat Oliver ook avances in haar richting heeft gemaakt.

## Rolverdeling
| Acteur             | Personage   |
| ------------------ | ----------- |
| Claude Jade        | Eléonore    |
| Jean-Pierre Cassel | David       |
| John McEnery       | Oliver      |
| Valentina Cortese  | Christine   |
| Paul Préboist      | Léon        |
| Micha Bayard       | Germaine    |
| Pierre Asso        | Alexis      |
| Jean de Coninck    | Jean-Claude |